# With Ur Love
With Ur Love – drugi singel angielskiej wokalistki Cher Lloyd z płyty Sticks + Stones.
Utwór zyskał największą popularność w Wielkiej Brytanii, gdzie uplasował się na liście UK Singles Chart na pozycji #4, oraz w Irlandii na miejscu #5 na liście Irish Singles Chart. W utworze gościnnie wystąpił Mike Posner, a w wersji amerykańskiej Juicy J. W pierwszym tygodniu po premierze singel rozszedł się w 74,030 kopii w Wielkiej Brytanii.

## Teledysk
Pierwsza wersja teledysku ukazała się na portalu YouTube 5 października 2011 roku. Większość ujęć z teledysku została nakręcona w okolicach Basinghall Avenue w Londynie. 15 stycznia 2013 roku w „The Hollywood Castle” w Los Angeles została nakręcona druga wersja teledysku specjalnie na potrzeby rynku amerykańskiego. Premiera wideoklipu miała miejsce 14 lutego 2013 na VEVO.

## Listy utworów i formaty singla
- CD single

1. „With Ur Love"
2. „With Ur Love” (Acoustic Version)

- Digital EP[2]

1. „With Ur Love” – 3:46
2. „With Ur Love” (Acoustic Version) – 3:45
3. „With Ur Love” (Alex Gaudino & Jason Rooney Remix) – 6:28
4. „With Ur Love” (Digital Dog Radio Edit) – 4:21
5. „With Ur Love” (Teka & SoulForce Reggae Remix) – 3:48

- US iTunes single

1. „With Ur Love” (Solo Version) - 3:22

- US Version

1. „With Ur Love” (featuring Juicy J)

## Notowania i certyfikaty
| Lista (2012)                              | Najwyższa pozycja |
| ----------------------------------------- | ----------------- |
| Australia (ARIA)                          | 43                |
| Belgia (Ultratop 50 Flandria)             | 11                |
| Irlandia (IRMA)                           | 5                 |
| Nowa Zelandia (RIANZ)                     | 16                |
| Szkocja (Official Charts Company)         | 3                 |
| Wielka Brytania (Official Charts Company) | 4                 |
| US Pop Songs (Billboard)                  | 36                |

| Kraj                  | Certyfikat |
| --------------------- | ---------- |
| Australia (ARIA)      | Złoto      |
| Nowa Zelandia (RIANZ) | Złoto      |

## Historia wydania
| Kraj              | Data                 | Format                          |
| ----------------- | -------------------- | ------------------------------- |
| Australia         | 28 października 2011 | Digital download                |
| Nowa Zelandia     | 28 października 2011 | Digital download                |
| Irlandia          | 28 października 2011 | Digital download                |
| Wielka Brytania   | 30 października 2011 | Digital download                |
| Wielka Brytania   | 31 października 2011 | CD single                       |
| Niemcy            | 27 stycznia 2012     | Digital download                |
| Stany Zjednoczone | 28 sierpnia 2012     | Digital download/Solo Version   |
| Stany Zjednoczone | 5 lutego 2013        | Digital download/Single Version |